# At-kor-kamuy

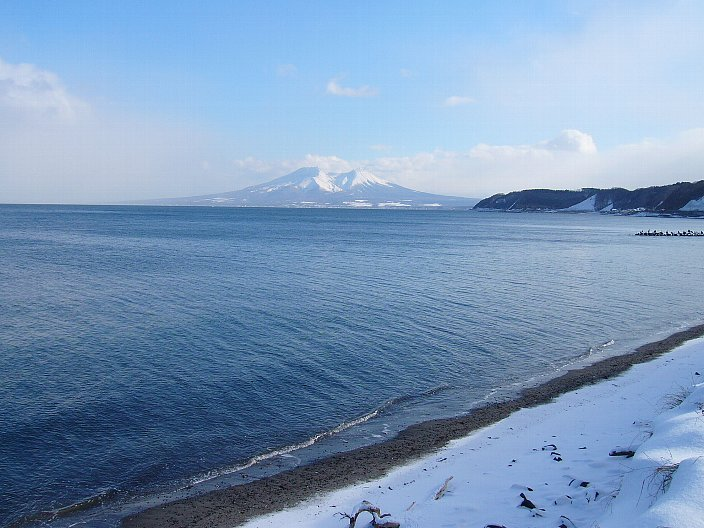
Baie d’Uchiura, lieu supposé de vie de At-kor-kamuy

 (août 2023).
At-kor-kamuy (アッコロカムイ) ou Akkorokamui est un gigantesque poisson ou calmar du folklore de l'ethnie des Aïnous. Il est supposé vivre dans la baie de Funka à Hokkaidō. Il est dit que son corps rouge est tellement énorme qu'il peut être vu à une très grande distance.

## Traduction
C'est la version japonaise de son nom Ainu, Atkor Kamu

### Habitat
Baie d'Uchiura à Hokkaido

### Régime
Omnivore; il peut avaler des navires et des baleines 

## Apparence
Akkorokamui (Akkoro-kamui) est un gigantesque dieu de la pieuvre qui réside dans la baie d'Uchiura à Hokkaido. Lorsqu'il étend ses jambes, son corps s'étend sur un hectare. Il est si gros qu'il peut avaler des bateaux et même des baleines en une seule gorgée. Tout son corps est rouge. Elle est si grande que lorsqu'elle apparaît, la mer et même le ciel reflètent sa couleur, devenant d'un rouge profond.

## Sources
- (en) « inuyashafeudal.proboards84.com »(Archive.org • Wikiwix • Archive.is • Google • Que faire ?)